# Рашкліфф
Рашкліфф (англ. Rushcliffe) — округ місцевого самоврядування зі статусом боро в графстві Ноттінгемшир, Англія. Населення місцевої влади за переписом 2011 року становило 111 129 осіб. Його рада, Рада району Рашкліфф (0115 981 9911), розташована у Західному Бріджфорді. Він був утворений 1 квітня 1974 року шляхом злиття міського округу Західний Бріджфорд, сільського округу Бінгем і частини сільського округу Басфорд.

## Географія
На південний схід від Ноттінгема межа Рашкліффа відділяється від межі міста Ноттінгем біля центру водних видів спорту Холм-Піррепонт, а потім слідує за річкою Трент біля RAF Syerston, яка є найпівнічнішою частиною округу, хоча саме село Syerston знаходиться в район Ньюарк і Шервуд. Вона впадає в річку Девон поблизу Котема, потім тече за цією річкою на схід на південь до місця, де вона зустрічається з кордоном графства Лестершир. На півдні межа між Лестерширом і Рашкліффом перетинає злітно-посадкові смуги колишнього ВПС Лангар з більшою частиною аеродрому в Рашкліффі.